# Landeskriminalamt Nordrhein-Westfalen
Das Landeskriminalamt Nordrhein-Westfalen (LKA NRW) ist eine Landesoberbehörde der Polizei des Landes Nordrhein-Westfalen. Es dient, wie andere Landeskriminalämter auch, der Landespolizei als Servicestelle für kriminaltechnische und erkennungsdienstliche Angelegenheiten und führt selbst Ermittlungen, insbesondere in umfangreichen Fällen oder bei überregionaler Relevanz.

## Geschichte
Am 1. Oktober 1946 wurde auf Weisung der britischen Militärregierung das „Landeskriminalpolizei-Amt Nordrhein-Westfalen“ eingerichtet. Es handelte sich um die Zusammenlegung zweier regionaler Kriminalpolizeiämter (Nordrheinprovinz mit Sitz in Düsseldorf und Westfalen mit Sitz in Münster), die beiden schon im April 1946 entstanden waren. Die Aufgaben dieser neuen Behörde schrieb man in den „Richtlinien zur Reorganisation der deutschen Kriminalpolizei in der Britischen Zone“ fest. Die darin verfügte Dezentralisierung der polizeilichen Exekutivgewalt sollte für die Zukunft einen Missbrauch der Polizei durch die Politik verhindern. Allerdings hatten die militärischen Befehlshaber erkannt, dass es zur Wahrnehmung bestimmter kriminalpolizeilicher Aufgaben einer Zentralstelle bedurfte. 1949 erhielt das Landeskriminalamt seine erste gesetzliche Grundlage (Gesetz über den vorläufigen Aufbau der Polizei vom 9. Mai 1949, Paragraph 10, Abs. 4). Der Aufbau der Dienststelle war bis 1952 im Wesentlichen beendet, ab 1953 setzte sich die neue Bezeichnung „Landeskriminalamt“ durch.
Das Landeskriminalamt NRW hat sich zu einer modernen und leistungsfähigen Zentralstelle des Landes in der Kriminalitätsbekämpfung entwickelt. Nach anfangs fünf Kommissariaten und einer Wirtschaftsabteilung mit 34 Beschäftigten gliedert sich das Landeskriminalamt heute in sechs Abteilungen mit zurzeit 30 Dezernaten und mehr als 1.900 Beschäftigten (Stand: 2023).
Eine im Dezember 2019 vorgestellte Studie des Historikers Martin Hölzl, welche er im Auftrag des LKA durchführte, kam zu dem Ergebnis, dass die ersten vier Direktoren des Landeskriminalamts an NS-Verbrechen beteiligt waren. Landesinnenminister Herbert Reul (CDU) bewertete das Ergebnis folgendermaßen: „Aus heutiger Sicht hätten sie niemals mehr als Polizisten arbeiten dürfen.“.
Im Januar 2023 veröffentlichte die Steuerfahnderin am LKA Birgit E. Orths ihr Buch Als Steuerfahnderin auf der Spur des Geldes, in dem sie über ihre jahrelangen Erfahrungen und Erfolge in der Bekämpfung von Wirtschaftskriminalität berichtete.

## Behördenleiter
- 1946–1948: Friedrich Karst
- 1948–1958: Friederich D’heil[7]
- 1959–1964: Oskar Wenzky
- 1964–1969: Günter Grasner
- 1969–1974: Mathias Eynck
- 1974–1984: Hans Werner Hamacher
- 1984–1995: Helmut Brandt
- 1995–2004: Hartmut Rohmer
- 2004–2013: Wolfgang Gatzke
- 2013–2017: Uwe Jacob
- 2017–2020: Frank Hoever
- seit 2020: Ingo Wünsch[8]

## Aufgaben
Das Landeskriminalamt NRW versteht sich als Dienstleister für Polizei- und Justizbehörden, aber auch für die Bürger des Landes. Es ist eine dem Ministerium für Inneres und Kommunales des Landes Nordrhein-Westfalen nachgeordnete Landesoberbehörde und Zentralstelle für kriminalpolizeiliche Zusammenarbeit von Bund und Ländern in der Verbrechensbekämpfung. Seine sachliche Zuständigkeit ergibt sich aus § 13 Polizeiorganisationsgesetz NRW, ergänzenden Verordnungen und Erlassen.
Zu den Aufgaben gehören insbesondere kriminaltechnische und erkennungsdienstliche Untersuchungen, die Erstellung von Gutachten in Strafverfahren sowie die Sammlung und Auswertung der für die Verhütung und Verfolgung von Straftaten bedeutsamen Nachrichten und Unterlagen, konzeptionelle Grundlagenarbeit und Unterrichtung der Kreispolizeibehörden. Darüber hinaus unterstützt das LKA NRW die Polizeibehörden bei der Kriminalitätsbekämpfung und Prävention durch ein spezialisiertes Serviceangebot.

In Deliktsfeldern der Organisierten Kriminalität, der Wirtschafts- und Computerkriminalität (hier arbeitet das LKA mit dem Digitalverband Bitkom und den LKÄ Hessen, Rheinland-Pfalz, Sachsen, Niedersachsen und Baden-Württemberg in der „Sicherheitskooperation Cybercrime“.), bei Umwelt- und Korruptionsdelikten sowie Politisch motivierter Kriminalität werden, auf Anordnung des Ministeriums für Inneres und Kommunales des Landes Nordrhein-Westfalen oder auf Ersuchen einer Justizbehörde, Straftaten durch Ermittlungskommissionen des LKA NRW bearbeitet.

## Organisation
Zentralabteilung
1. Haushalts-, Wirtschafts-, Liegenschaftsmanagement, Zentrale Vergabestelle
2. Personalangelegenheiten, Gleichstellungsbeauftragte, Fortbildung
3. Informationstechnik und Anwenderunterstützung, Informationssicherheit, Kfz-, Waffen- und Geräteangelegenheiten
4. Rechtsangelegenheiten, Vereins- und Waffenrecht, Datenschutz, Organisation, Innenrevision, Sponsoring, Geheimschutz
5. Polizeiärztlicher Dienst, Polizeiärztin

Abteilung 1 – Organisierte Kriminalität
In Abteilung 1 arbeiten in sechs Dezernaten Beschäftigte, die für Ermittlungen, Auswertungen und Analysen im Bereich der Organisierten Kriminalität spezialisiert sind.
1. Ermittlungen OK, OK Rauschgift
2. Wirtschaftskriminalität
3. Finanzermittlungen
4. Auswerte- und Analysestelle OK
5. Korruption, Umweltkriminalität
6. Finanzierung Organisierter Kriminalität und Terrorismus

Abteilung 2 – Terrorismusbekämpfung und Staatsschutz
Abteilung 2 des Landeskriminalamtes NRW nimmt als Zentralstelle für das Land Nordrhein-Westfalen die Aufgaben im Bereich der Politisch Motivierten Kriminalität wahr. Eingeteilt in fünf Dezernate übernimmt sie alle Aufgaben rund um die Terrorismusbekämpfung und den Staatsschutz.
1. Ermittlungen
2. Auswertung/Analyse, ZMI, Open Source Intelligence (OSINT), Wissenschaftlicher Dienst - Politisch motivierte Kriminalität, Kriminalpolizeilicher Meldedienst - Politisch motivierte Kriminalität
3. Politisch motivierte Kriminalität - rechts, Politisch motivierte Kriminalität - sonstige Zuordnung
4. Politisch motivierte Kriminalität - religiöse Ideologie
5. Politisch motivierte Kriminalität - links, Ausländische Ideologie, Zentrale Stelle für Zuverlässigkeits- und Sicherheitsüberprüfungen

Abteilung 3 – Strategische Kriminalitätsbekämpfung
Abteilung 3 ist für Grundsatzfragen in vielen kriminalpolizeilichen Aufgabenbereichen zuständig. Sie ist in fünf Dezernate unterteilt. In bundesweiten Kommissionen vertreten die Beschäftigten die Interessen des Landes Nordrhein-Westfalen.
1. Kriminalitätsauswertung und Analyse, Polizeiliche Kriminalstatistik
2. Kriminalprävention, Evaluation, Kriminalistisch-Kriminologische Forschungsstelle
3. Fahndung, Datenaustausch Polizei/Justiz, Kriminalaktenhaltung, Internationale Rechtshilfe
4. Digitalstrategie, Polizeifachliche IT, Landeszentrale Qualitätssicherung
5. Verhaltensanalyse und Risikomanagement

Abteilung 4 – Cybercrime (CCCC)
Das Cybercrime Kompetenzzentrum gibt es seit 2011, es ist in vier Dezernate gegliedert. Die Beschäftigten sind speziell dafür ausgebildet, Daten unter erschwerten Umständen zu sichern. Im Cybercrime Kompetenzzentrum wird das Wissen rund um Straftaten gebündelt, bei denen die Informations- und Kommunikationstechnik eine besondere Rolle spielt. 
1. Zentrale Ansprechstelle Cybercrime (ZAC), Grundsatz, Digitale Forensik, IT-Entwicklung
2. Cyber-Recherche- und Fahndungszentrum, Ermittlungen Cybercrime
3. Zentrale Auswertungs- und Sammelstelle (ZASt) für die Bekämpfung von Missbrauchsabbildungen von Kindern und Jugendlichen - Kinderpornografie
4. Telekommunikationsüberwachung (TKÜ)

Abteilung 5 – Kriminalwissenschaftliches und -technisches Institut
Das LKA NRW hat die Aufgabe, kriminalwissenschaftliche und –technische Untersuchungen in Strafsachen durchzuführen und Gutachten für Strafverfahren zu erstellen. Diese Aufgabe nimmt das LKA NRW durch Abteilung 5, das Kriminalwissenschaftliche und –technische Institut (KTI), wahr. Das KTI zeichnet sich insbesondere dadurch aus, dass die Untersuchung von Spuren und Beweismitteln aus Strafverfahren in den sechs Dezernaten fachübergreifend bearbeitet werden können. 
1. Chemie, Physik
2. Serologie, DNA-Analyse
3. Biologie, Materialspuren, Urkunden
4. Zentrale Kriminaltechnik, Tatortgruppen
5. Waffen- und Werkzeug, DNA-Analyse-Datei
6. Daktyloskopie, Gesichts- und Sprecherkennung, Tonträgerauswertung

Abteilung 6 - Fachaufsicht und Ermittlungsunterstützung
Abteilung 6 gliedert sich in vier Dezernate und ist zuständig für die Fachaufsicht über die Kreispolizeibehörden und die Ermittlungsunterstützung
1. Kriminalitätsangelenheiten der Kreispolizeibehörden, Fachcontrolling, Koordination PUA, Lagedienst
2. Fahndungsgruppen Staatsschutz
3. Verdeckte Ermittlungen, Zeugenschutz
4. Mobiles Einsatzkommando, Technische Einsatzgruppe, Zielfahndung

## Amtssitz
- 1946–1970: Polizeipräsidium Düsseldorf, Jürgensplatz 5–7
- seit 1970: Völklinger Str. 49 (auf dem Behördengelände des Landes NRW, gemeinsam mit dem Ministerium für Schule und Bildung und dem Ministerium für Kultur und Wissenschaft)